# Sergej Ursuljak
Sergej Ursuljak (russisk: Серге́й Влади́мирович Урсуля́к) (født 10. juni 1958 i Petropavlovsk-Kamtjatskij i Sovjetunionen) er en russisk filminstruktør og manuskriptforfatter.

## Filmografi
- Sotjinenije ko Dnju Pobedy (Сочинение ко Дню Победы, 1998)[2][3]
- Dolgoje prosjjanije (Долгое прощание, 2004)
- Pravednik (Праведник, da.: Den retfærdige, 2023)